# 梅里耶爾維

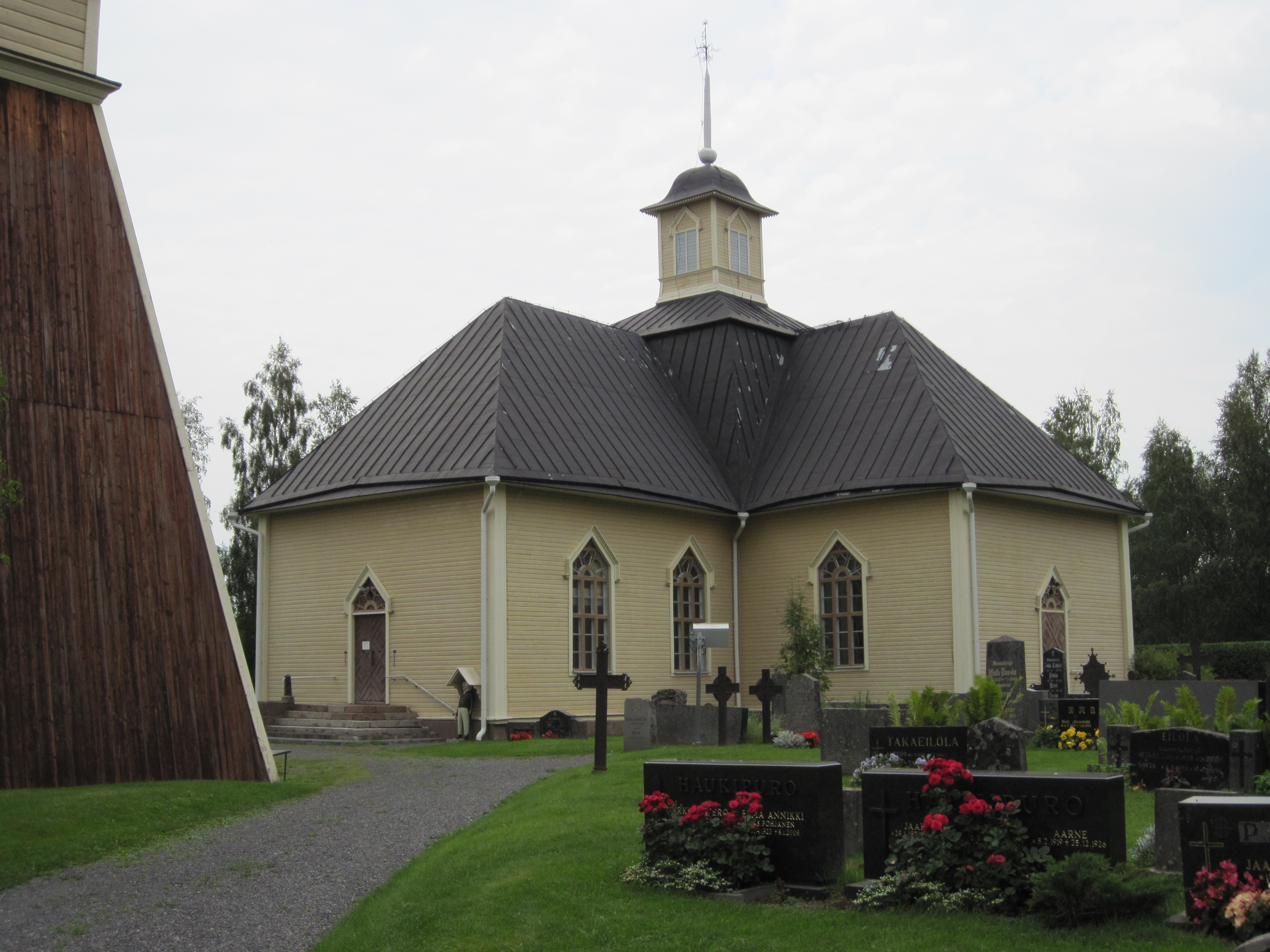
梅里耶爾維教堂

梅里耶爾維（芬蘭語：Merijärvi）是芬蘭北博滕區的市鎮，位於該國西部，距離奧盧100公里，始建於1866年，面積231.63平方公里，2013年人口1,199，人口密度為每平方公里5.22人。

## 外部連結
- 梅里耶爾維市镇官方网站 （页面存档备份，存于） （文） （英文）